# فرودگاه اولیانوفسک ووستوچنی
فرودگاه اولیانوفسک ووستوچنی (به روسی: Ульяновск Восточный) فرودگاهی عمومی واقع در اولیانوفسک در کشور روسیه است.